# Triana, Alabama
Triana är en ort i Madison County i delstaten Alabama, USA.